# 하영수
하영수(河英洙)는 대한민국의 간호학자이다. 1999년 플로렌스 나이팅게일 기장을 받았다.
남편은 불임시술 등 인구통제에 적극 동조하여 표창을 받은 산부인과 학자 곽현모이다.
한국간호과학회는 그를 기려 하영수 우수간호연구상을 제정했다.